# Diritto di maggiorasco
Il diritto di maggiorasco (in latino majoratus, in spagnolo mayorazgo) era, nell'antico sistema successorio, il diritto del primogenito di ereditare tutto il patrimonio familiare.

## Il diritto di maggiorasco
Il diritto di maggiorasco (in latino maioratus, in castigliano mayorazgo) era, nell'antico sistema, il diritto del primogenito di ereditare tutto il patrimonio familiare.
L'eredità andava di solito al figlio maschio maggiore, mentre gli altri ne restavano esclusi. Tuttavia, ogni luogo aveva le sue usanze: per esempio, in certe zone della Francia e della Germania, il "maggiorasco" era più che altro un "minorasco", poiché era il figlio minore ad ereditare tutto, essendo quello che restava più a lungo con i genitori, e potendo provvedere così più probabilmente alla loro vecchiaia.
Il diritto di successione riservato al figlio cadetto (diritto di minorasco), in vigore nelle regioni con insediamenti sparsi, aveva lo scopo di conservare la dimensione delle rendite economiche.

## Il diritto di maggiorasco nel secolo XVIII
Il maggiorasco era disciplinato da alcune norme legislative secondo cui il matrimonio, la trasmissione dei titoli nobiliari e dell'asse patrimoniale erano appannaggio dei soli primogeniti maschi. Il patrimonio era indissolubile e fedecommesso con la garanzia della sua conservazione.
Il destinatario del fedecommesso godeva dell'usufrutto generale dei beni con l'obbligo di conservarli per restituirli ai suoi successori. Per questi vigeva il divieto assoluto di alienazione, ipoteca, donazione, cessione e qualsiasi altra forma di suddivisione dell'asse patrimoniale, che peraltro era soggetto obbligatoriamente all'inventario.
Nel secolo XVIII, ai maschi cadetti era preclusa qualunque possibilità di contrarre matrimonio: per strategie familiari, erano destinati ad intraprendere o la carriera ecclesiastica o quella militare.
Nel primo caso, la scelta era influenzata dalla possibilità di godere di agganci politico-ecclesiastici; nel secondo, il potere derivante dagli incarichi assegnati consentiva di riflesso un'ascesa politica anche alla casata.
Solo nel caso in cui il primogenito non potesse garantire una discendenza, si concedeva eccezionalmente al cadetto la possibilità di contrarre matrimonio. Un esempio può essere rappresentato dalla figura di Domenico, primo duca di Sangro, che con il matrimonio garantirà quella discendenza negata alla famiglia dalla primogenitura.

## L'analisi di Karl Marx
Nell'ideologia marxista, il maggiorasco è «il senso politico della proprietà». E lo Stato, altra personalità astratta, tutela in tutti i modi il maggiorasco. Quindi il segreto del diritto pubblico sta in realtà in quello privato. Il diritto di trasmettere i propri beni e i propri titoli nobiliari infatti, secondo la legge del maggiorasco, per Marx favorì l'accumulo di rilevanti ricchezze in poche famiglie e la comparsa dei grandi proprietari terrieri.
In epoca anteriore alla rivoluzione industriale, il fedecommesso e il maggiorasco erano gli strumenti giuridici mediante i quali le famiglie nobiliari tramandavano la potenza del casato. Si istituiva erede il proprio figlio (maschio e primogenito) o, in mancanza, il proprio fratello, ordinandogli di conservare il patrimonio ereditario e di lasciarlo, alla propria morte, al proprio figlio, che a sua volta avrebbe dovuto conservarlo e lasciarlo al proprio figlio, e così via in perpetuo.

## L'abolizione del maggiorasco
Già nel corso del Settecento, le sostituzioni fedecommissarie perpetue erano state soppresse: esse contrastavano con le esigenze di libera circolazione e di proficuo sfruttamento della ricchezza. Le codificazioni moderne ammisero solo i fedecommessi che vincolavano il patrimonio familiare per una sola (ed una soltanto) generazione (fino alla riforma del 1975).
Già Tommaso Crudeli, poeta e libero pensatore (1702 -1745), sembra esser stato il primo caso di rinuncia al maggiorasco a favore dei fratelli; anche questa sua scelta antesignana fu considerata atto di ribellione assieme alle altre scelte liberali e libertarie che lo portarono dinnanzi al tribunale dell'Inquisizione di Firenze. Questo gli inflisse torture e danni fisici i cui postumi determinarono anticipatamente la morte quando fu messo agli arresti domiciliari a Poppi.
Il Codice Napoleonico, introdotto da Gioacchino Murat nel 1809, stabilì l'abolizione dei fedecommessi e l'uguaglianza ereditaria per tutti i figli. Così, anche coloro che fino ad allora erano stati esclusi o pretermessi, ora potevano prendere parte alla ripartizione dell'asse ereditario.
La Restaurazione del 1815 introdusse delle modifiche, riconoscendo la quota "legittima" da ripartire a tutti gli eredi in maniera identica senza più distinzione di sesso e di età, una quota "disponibile" e l'obbligo della collazione.
Nonostante ciò, per consuetudine alle donne fu destinata la dote, ma non l'eredità degli immobili, oppure il versamento di una somma di denaro allo scopo di evitare qualunque altra pretesa sull'eredità.
Con l'Unità d'Italia fu abolito definitivamente il maggiorasco: ma la consuetudine di privilegiare il figlio maggiore, a danno dei cadetti e delle figlie, si conservò nella pratica, attingendo a strumenti illegali.
Attualmente, l'unica area in Italia in cui permane un istituto giuridico assimilabile al diritto di maggiorasco è l'Alto Adige, dove l'art. 11 della Legge Provinciale 17/2001 prevede che il maso chiuso possa essere assegnato solo ad un unico erede o legatario.

## Il maggiorasco di Cristoforo Colombo
Quando, nel 1578 in Spagna morì Diego, ultimo discendente maschio dell'Ammiraglio Cristoforo Colombo, sorse una controversia fra gli eredi, tutte femmine, per aggiudicarsi la successione al maggiorasco di Colombo, che comprendeva il Ducato di Veragua (l'attuale Panama), il Marchesato della Giamaica, l'Ammiragliato delle Indie, ecc.
Nel suo testamento il grande navigatore aveva esplicitamente precisato che il maggiorasco dovesse essere ereditato soltanto da un discendente maschio, anche collaterale (in mancanza di discendenza diretta), ma con esclusione sempre delle femmine. Da Genova non si presentò nessuno a rivendicare l'eredità, mentre da Cuccaro si presentò come pretendente Baldassarre Colombo, esponente della millenaria casata feudale cuccarese, che si diceva discendente di Franceschino, fratello di Domenico, presunto padre del grande Cristoforo.
La causa, celebratasi dinanzi al Consiglio delle Indie, si protrasse per circa 30 anni, fra intrighi e schermaglie legali, finché, nel 1608, il maggiorasco venne assegnato a Don Pedro Colòn de Portugal, maschio ma discendente in linea femminile.
Baldassarre Colombo, che pure era stato riconosciuto come parente dell'Ammiraglio in 8º grado, rimase escluso (probabilmente perché il Re di Spagna, che faceva parte del Consiglio delle Indie, non volle che la cospicua eredità andasse ad uno straniero). Tuttavia, a Baldassarre venne dato il titolo di Conte e venne assegnata una certa somma (come del resto agli altri pretendenti) (2000 ducati, secondo i documenti) come parte della rendita dello Stato di Veragua, venendo così considerato alla stessa stregua dei discendenti diretti.
Il dispositivo della sentenza del 1608 è pervenuto attraverso copie assolutamente irrefutabili: in esso, a conclusione dell'annosa controversia, si è voluta vedere una equiparazione di Baldassarre Colombo di Cuccaro a tutti gli altri parenti più vicini a Cristoforo Colombo, espressa dalla frase y con que a don Baltasar Colombo se le den de los dichos frutos otros 2000 ducados.